# Iryna Varvynec'
Iryna Anatolïïvna Varvynec', coniugata Petrenko (in ucraino Ірина Анатоліївна Варвинець-Петренко?; 4 luglio 1992), è una biatleta ucraina.
In seguito al matrimonio ha assunto il cognome del coniuge e dalla stagione 2020-2021 si è iscritta alle gare come Iryna Petrenko.

## Biografia
Ha esordito in campo internazionale in occasione dei Mondiali juniores di Canmore 2009; in seguito è andata a medaglia nelle rassegne iridate giovanili del 2012 e del 2013, sempre in staffetta (rispettivamente bronzo e argento).
In Coppa del Mondo ha esordito il 16 gennaio 2014 nella sprint di Anterselva (61ª) e ha ottenuto il primo podio nella staffetta mista del 6 febbraio 2015 a Nové Město na Moravě (3ª). Ha esordito ai Campionati mondiali a Kontiolahti 2015, dove è stata 37ª nella sprint, 26ª nell'inseguimento e 6ª nella staffetta. Il 17 gennaio 2016 ha colto la sua prima vittoria in Coppa del Mondo, nella staffetta disputata a Ruhpolding, e ai Mondiali di Hochfilzen 2017 ha vinto la medaglia d'argento nella staffetta. Ai XXIII Giochi olimpici invernali di Pyeongchang 2018, suo esordio olimpico, si è classificata 73ª nella sprint e 7ª nella staffetta mista; ai Mondiali di Nové Město na Moravě 2024 si è piazzata 19ª nella sprint, 45ª nell'inseguimento, 5ª nella staffetta e 7ª nella staffetta mista e a quelli di Lenzerheide 2025 si è classificata 70ª nella sprint e 8ª nella staffetta mista.

## Palmarès

### Mondiali
- 1 medaglia:
  - 1 argento (staffetta[1] a Hochfilzen 2017)

### Mondiai juniores
- 2 medaglie:
  - 1 argento (staffetta a Obertilliach 2013)
  - 1 bronzo (staffetta a Kontiolahti 2012)

### Coppa del Mondo
- Miglior piazzamento in classifica generale: 34ª nel 2016
- 5 podi (tutti a squadre), oltre a quello conquistato in sede iridata e valido anche ai fini della Coppa del Mondo:
  - 1 vittoria
  - 1 secondo posto
  - 3 terzi posti

#### Coppa del Mondo - vittorie
| Data            | Località   | Nazione  | Specialità                                                   |
| --------------- | ---------- | -------- | ------------------------------------------------------------ |
| 17 gennaio 2016 | Ruhpolding | Germania | RL (con Julija Džyma, Valentyna Semerenko e Olena Pidhrušna) |

Legenda:

RL = staffetta

### Europei
- 3 medaglie:
  - 2 ori (sprint e staffetta a Val Ridanna 2018)
  - 1 argento (inseguimento a Val Ridanna 2018)